# 918년

## 연호
- 후량(後梁) 정명(貞明) 4년
- 요(遼) 신책(神冊) 3년
- 후백제(後百濟) 정개(政開) 19년
- 태봉(泰封) 정개(政開) 5년
- 고려(高麗) 천수(天授) 원년
- 일본(日本) 엔기(延喜) 18년
- 전촉(前蜀) 광천(光天) 원년
- 남한(南漢) 건형(乾亨) 2년

## 기년
- 후량(後梁) 말제(末帝) 6년
- 요(遼) 태조(太祖) 12년
- 신라(新羅) 경명왕(景明王) 2년
- 태봉(泰封) 궁예(弓裔) 24년
- 고려(高麗) 태조(太祖) 원년
- 후백제(後百濟) 견훤(甄萱) 정개 27년
- 발해(渤海) 대인선(大諲譔) 13년

## 사건
- 7월 24일 - 철원의 무리들의 마음이 홀연히 변하여 왕건을 추대하여 태봉의 황제 궁예(弓裔)를 내쫓고, 태봉을 무너뜨리다.(삼국유사 권 제2  >   제2 기이(紀異第二)  >   후백제(後百濟) 견훤(甄萱)  >   후백제와 고려의 대립(0918년 (음)))
- 7월 25일 - 왕건이 고려를 건국하고 즉위, 연호를 천수(天授)로 정하다.

## 사망
- 12월 23일 - 독일의 군주 콘라두스 1세.
- 7월 24일 - 태봉(泰封)의 초대 국왕(國王) 궁예
- 태봉(泰封)의 무신(武臣) 종간(宗侃)
- 태봉(泰封)의 무신(武臣) 이흔암(伊昕巖)
- 태봉(泰封)의 무신(武臣) 환선길(桓宣吉)
- 태봉(泰封)의 무신(武臣) 환향식(桓香寔)
- 태봉(泰封)의 무신(武臣) 임춘길(林春吉)
- 고려(高麗)의 무신(武臣) 장일(將逸)
- 후백제(後百濟)의 승려(僧侶) 도우(都禹)